# Pont des Chapelets
Le pont des Chapelets est un pont de pierre édifié en 1924 au sanctuaire Notre-Dame-du-Cap à Trois-Rivières (Québec, Canada). Il commémore le miracle de la formation du pont de glace naturel qui s’est formé prodigieusement sur le fleuve Saint-Laurent en 1879.

« En 1879, les paroissiens souhaitent construire une église plus grande. Ils doivent pour cela traverser les pierres sur le fleuve en hiver, mais un temps doux les empêche d'exécuter ce travail. Ce n'est qu'au soir du 16 mars qu'un passage de glace se forme d'une rive à l'autre du fleuve, sur une distance d'environ deux kilomètres. Du 19 au 25 mars, on effectue le transport de la pierre avec une centaine de voitures tirées par des chevaux. Les gens qui ont charrié la pierre sur ce pont de glace l'ont eux-mêmes baptisé le pont des Chapelets. »

Dix-neuf hommes ayant traversé sur ce fragile pont transitoire assistèrent à son inauguration.  

## Annexes

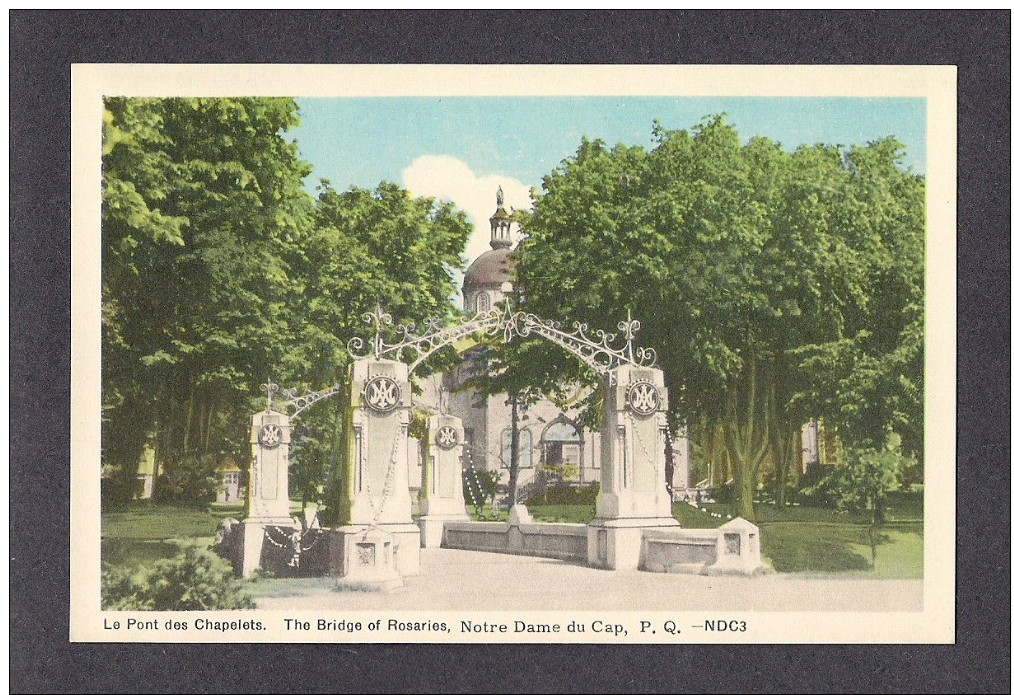
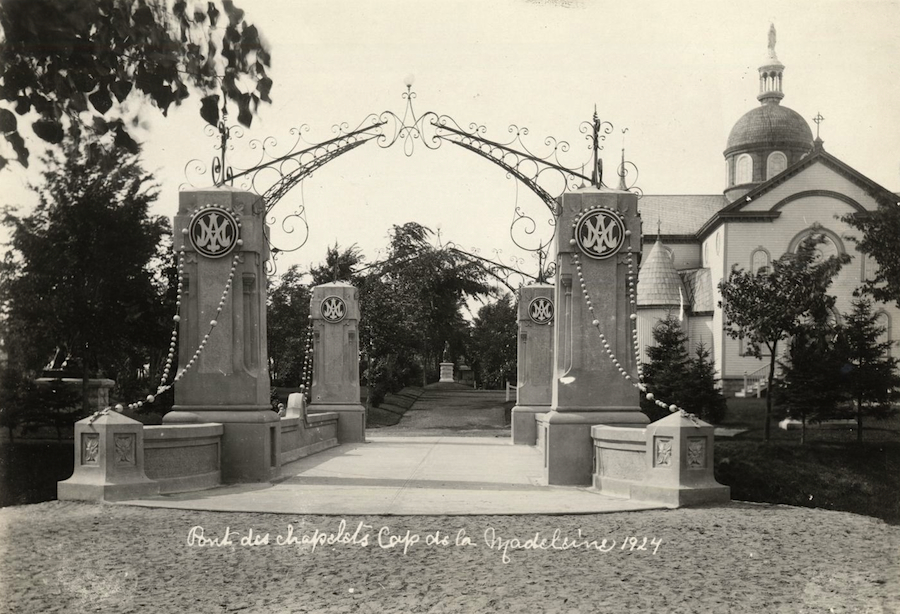
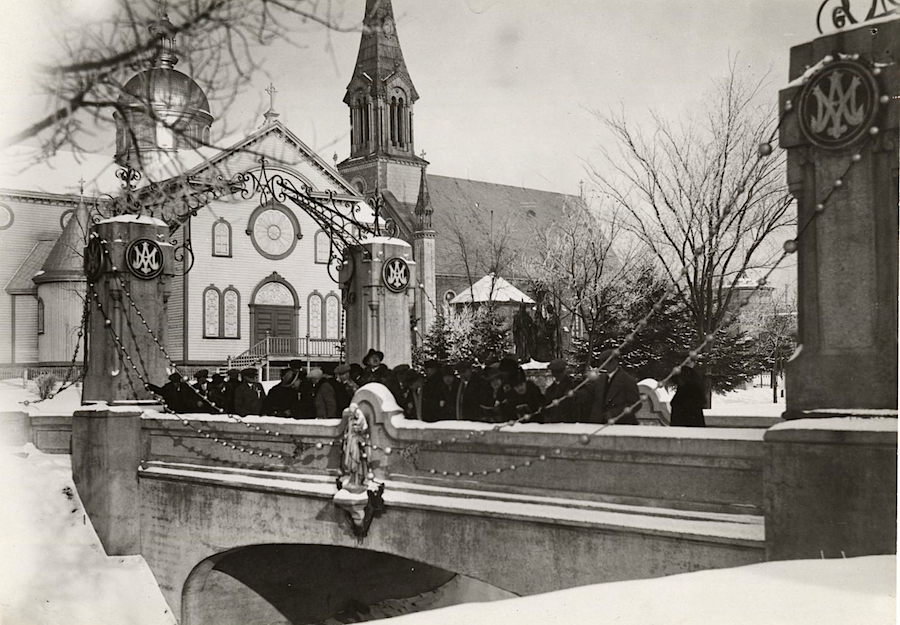
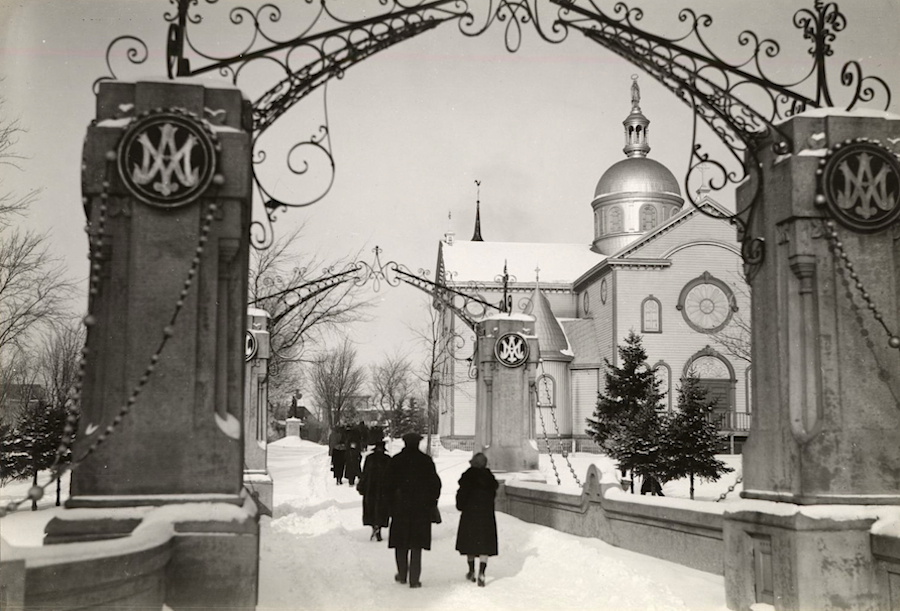